# Cianoborohidreto de sódio
Cianoborohidreto de sódio é o composto químico com a fórmula NaBH3CN. É um sal incolor, mas amostras comerciais podem apresentarem escurecimento.